# Pobé-Mengao
Pobé-Mengao è un dipartimento del Burkina Faso classificato come comune, situato nella provincia di Soum, facente parte della Regione del Sahel.
Il dipartimento si compone del capoluogo e di altri 14 villaggi: Bougué, Boui-Boui, Cissé, Débéré, Donombéné, Gargaboulé, Gaskindé, Kaboret, Loura, Mamassirou, Mentao, Niamanga, Noufoundou e Ouré.